# Stichaeidae

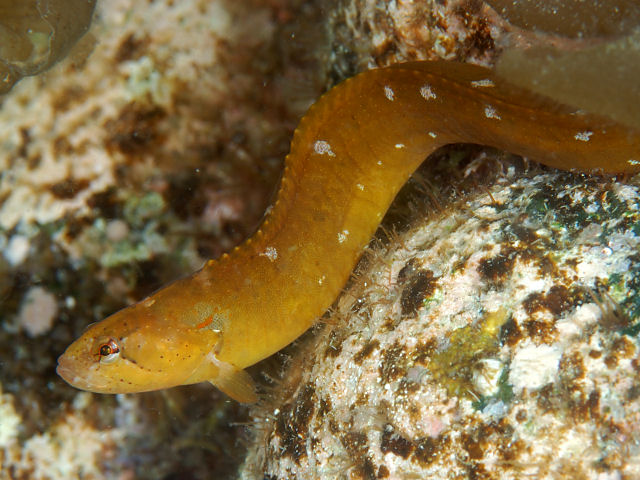
Dictyosoma rubrimaculatum

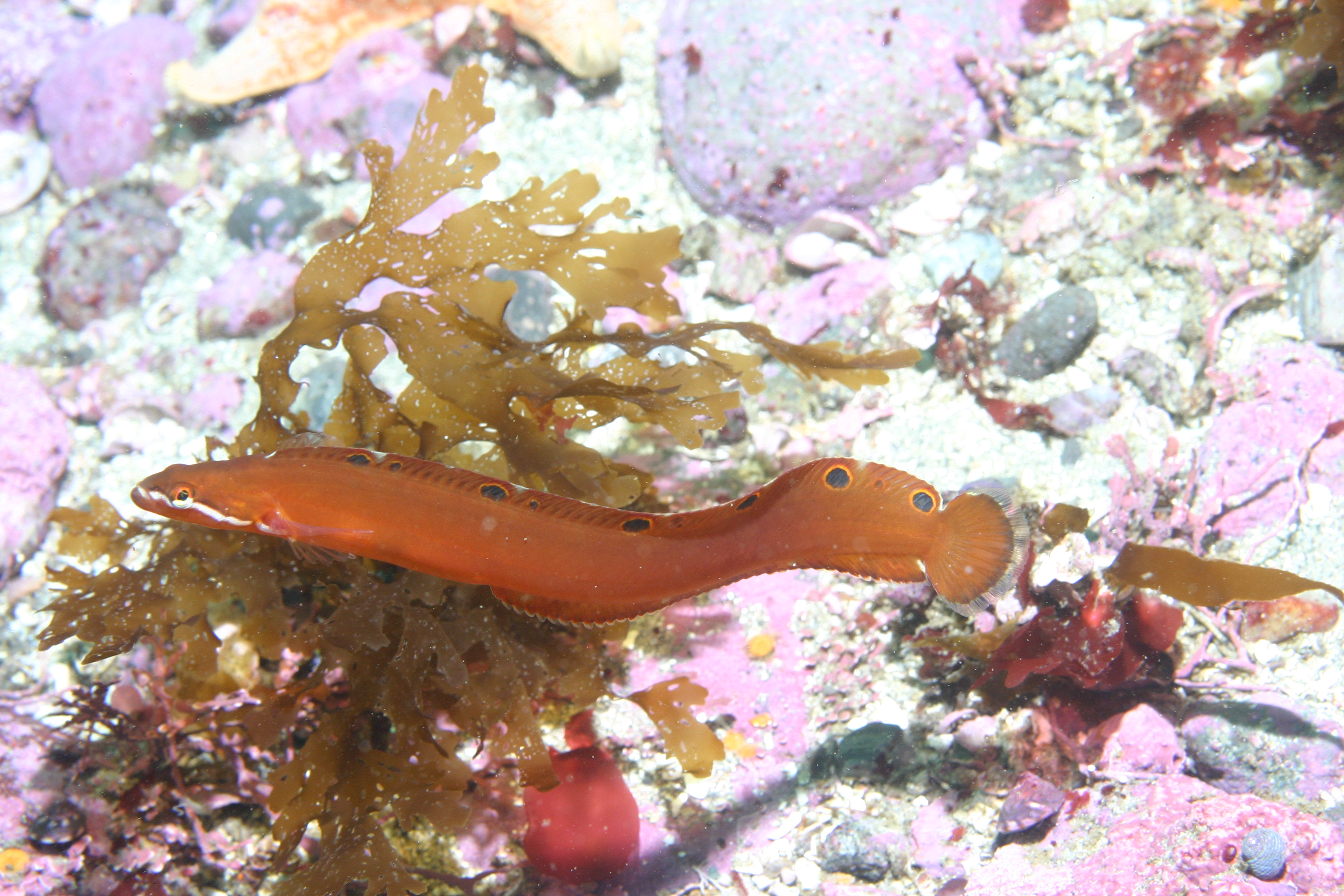
Kasatkia seigeli

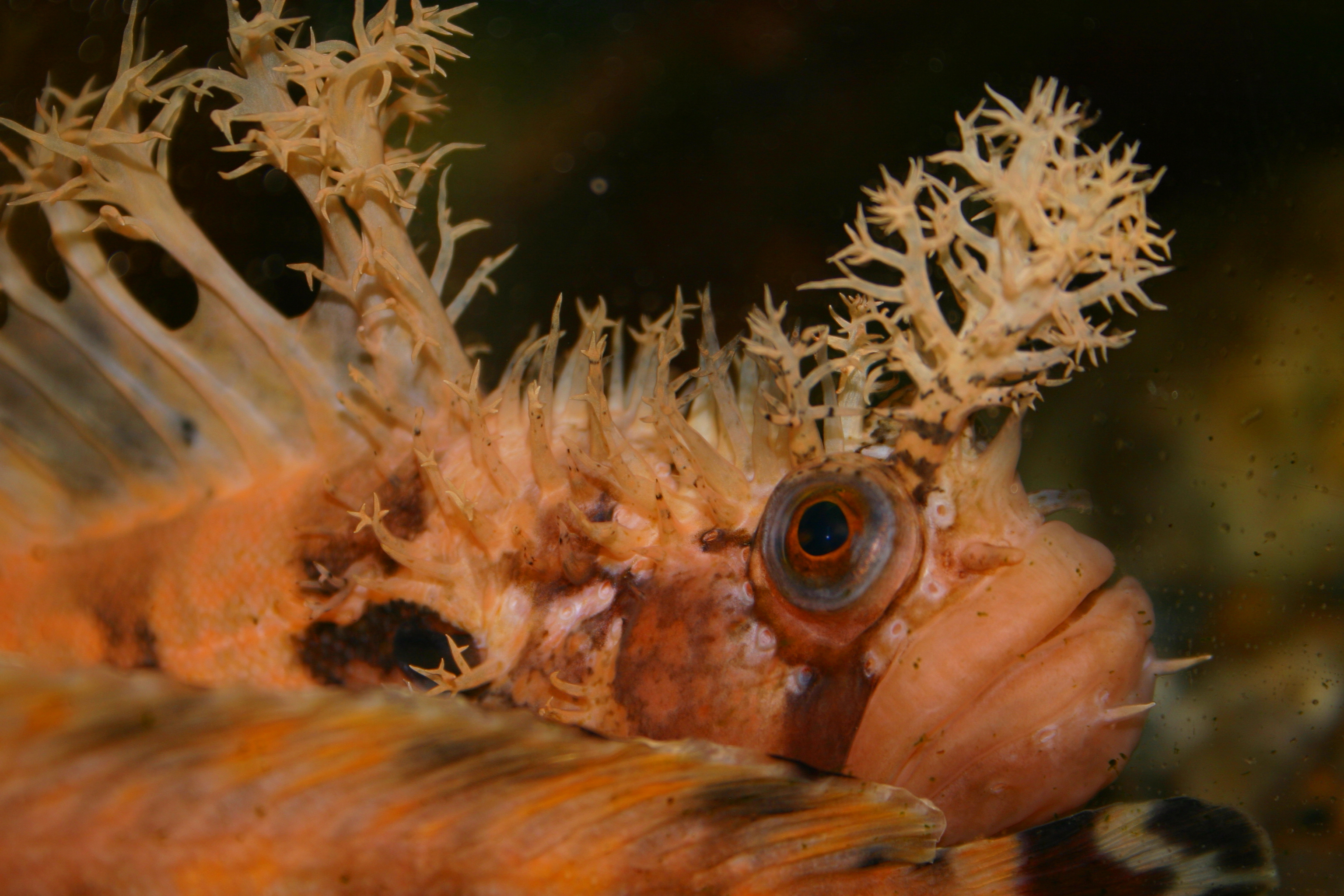
Chirolophis decoratus

Stichaeidae è una famiglia di pesci ossei marini appartenenti all'ordine Perciformes.

## Distribuzione e habitat
La grande maggioranza delle specie si trova nel nord dell'Oceano Pacifico, solo qualche specie è presente nell'Oceano Atlantico settentrionale. Sono sconosciuti nel mar Mediterraneo; alcune specie (come Chirolophis ascanii e Lumpenus lampretaeformis) sono comuni lungo le coste atlantiche dell'Europa settentrionale e occidentale.

## Descrizione
Questi pesci hanno in genere aspetto allungato e quasi anguilliforme simile a quello degli affini Zoarcidae e Pholidae. La pinna dorsale in quasi tutti i membri della famiglia è composta solamente di raggi spinosi, nelle specie con raggi molli in questa pinna sono comunque presenti dei raggi spiniformi. Le pinne ventrali possono mancare. L'origine della pinna anale, che è lunga, è situata a metà del corpo o più anteriormente.
Sono pesci di taglia media che possono raggiungere qualche decina di centimetri, fino a 60 in alcune specie.

## Generi e specie
- Genere Acantholumpenus
  - Acantholumpenus mackayi
- Genere Alectrias
  - Alectrias alectrolophus
  - Alectrias benjamini
  - Alectrias cirratus
  - Alectrias gallinus
  - Alectrias mutsuensis
- Genere Alectridium
  - Alectridium aurantiacum
- Genere Anisarchus
  - Anisarchus macrops
  - Anisarchus medius
- Genere Anoplarchus
  - Anoplarchus insignis
  - Anoplarchus purpurescens
- Genere Askoldia
  - Askoldia variegata
- Genere Azygopterus
  - Azygopterus corallinus
- Genere Bryozoichthys
  - Bryozoichthys lysimus
  - Bryozoichthys marjorius
- Genere Cebidichthys
  - Cebidichthys violaceus
- Genere Chirolophis
  - Chirolophis ascanii
  - Chirolophis decoratus
  - Chirolophis japonicus
  - Chirolophis nugator
  - Chirolophis saitone
  - Chirolophis snyderi
  - Chirolophis tarsodes
  - Chirolophis wui
- Genere Dictyosoma
  - Dictyosoma burgeri
  - Dictyosoma rubrimaculatum
  - Dictyosoma tongyeongensis
- Genere Ernogrammus
  - Ernogrammus hexagrammus
  - Ernogrammus walkeri
  - Ernogrammus zhirmunskii
- Genere Esselenichthys
  - Esselenichthys carli
  - Esselenichthys laurae
- Genere Eumesogrammus
  - Eumesogrammus praecisus
- Genere Gymnoclinus
  - Gymnoclinus cristulatus
- Genere Kasatkia
  - Kasatkia memorabilis
  - Kasatkia seigeli
- Genere Leptoclinus
  - Leptoclinus maculatus
- Genere Leptostichaeus
  - Leptostichaeus pumilus
- Genere Lumpenella
  - Lumpenella longirostris
- Genere Lumpenopsis
  - Lumpenopsis clitella
  - Lumpenopsis hypochroma
  - Lumpenopsis pavlenkoi
  - Lumpenopsis triocellata
- Genere Lumpenus
  - Lumpenus fabricii
  - Lumpenus lampretaeformis
  - Lumpenus sagitta
- Genere Neolumpenus
  - Neolumpenus unocellatus
- Genere Opisthocentrus
  - Opisthocentrus ocellatus
  - Opisthocentrus tenuis
  - Opisthocentrus zonope
- Genere Pholidapus
  - Pholidapus dybowskii
- Genere Phytichthys
  - Phytichthys chirus
- Genere Plagiogrammus
  - Plagiogrammus hopkinsii
- Genere Plectobranchus
  - Plectobranchus evides
- Genere Poroclinus
  - Poroclinus rothrocki
- Genere Pseudalectrias
  - Pseudalectrias tarasovi
- Genere Soldatovia
  - Soldatovia polyactocephala
- Genere Stichaeopsis
  - Stichaeopsis epallax
  - Stichaeopsis nana
  - Stichaeopsis nevelskoi
- Genere Stichaeus
  - Stichaeus fuscus
  - Stichaeus grigorjewi
  - Stichaeus nozawae
  - Stichaeus ochriamkini
  - Stichaeus punctatus
    - Stichaeus punctatus pulcherrimus
    - Stichaeus punctatus punctatus
- Genere Ulvaria
  - Ulvaria subbifurcata
- Genere Xenolumpenus
  - Xenolumpenus longipterus
- Genere Xiphister
  - Xiphister atropurpureus
  - Xiphister mucosus[2]